# Chiribito
Chirivito (también llamado póker sintético) es una versión del juego del póker, relativamente popular en España. En un comienzo se introdujo un tipo de poker tapado de cinco cartas, con la particularidad de que se empleaba la baraja española de 52 naipes. Más tarde, y también con oros, copas, espadas y bastos, pero reducidos a 28 cartas, se comenzó a jugar a un tipo de poker abierto llamado “chiribito”. 

## Reglas
El chirivito es una versión de póker muy parecida al Texas Hold'em. Cada jugador puede formar su mano con dos cartas privadas y hasta cinco cartas comunes. Las principales diferencias con el Hold'em son: 
1. En lugar de mostrar las tres primeras cartas comunes a la vez (flop), el dealer las muestra una por una. Hay una ronda de apuestas tras cada carta mostrada.
2. Se juega con 28 cartas (8, 9, 10,J, Q, K, y A de cada color).
3. Entre las diferentes manos, el color (flush) vale más que el full house.